# Baïla Diallo
Baïla Diallo (Toulouse, 24 de junio de 2000) es un futbolista francés, nacionalizado senegalés, que juega en la demarcación de lateral izquierdo para el Granada CF de la Segunda División de España.

## Biografía
Diallo se formó en las categorías juveniles del Toulouse y del Colomiers, antes de unirse a la academia juvenil del Clermont Foot 63 en 2018. Comenzó su carrera como profesional con el equipo reserva del club en 2019. El 20 de enero de 2021, hizo su debut profesional con el primer equipo del Clermont en un partido que finalizó con un esultado de empate a uno contra el Grenoble Foot 38 en la Copa de Francia. Un par de días después, el 22 de enero de 2021, Diallo firmó su primer contrato profesional con el Clermont, que lo vinculó al club hasta junio de 2024. Durante la temporada 2021–22, fue cedido al US Orléans, equipo del Championnat National, donde disputó 31 partidos, dio tres asistencias y anotó dos goles en todas las competiciones, antes de regresar al Clermont.
El 19 de julio de 2023, Diallo se unió al SC Austria Lustenau, de Austria, en calidad de cedido. De vuelta en el Clermont en julio de 2024, fue utilizado con regularidad antes de firmar un contrato por tres años con el Granada CF, equipo de la Segunda División de España, el 2 de julio de 2025.

## Clubes
| Club                         | País    | Año       | Partidos | Goles |
| ---------------------------- | ------- | --------- | -------- | ----- |
| Clermont Foot 63 II          | Francia | 2019-2021 | 4        | 1     |
| Clermont Foot 63             | Francia | 2021      | 1        | 0     |
| US Orléans (cedido)          | Francia | 2021-2022 | 31       | 2     |
| Clermont Foot 63 II          | Francia | 2022-2023 | 10       | 2     |
| Clermont Foot 63             | Francia | 2022-2023 | 7        | 0     |
| SC Austria Lustenau (cedido) | Austria | 2023-2024 | 16       | 0     |
| Clermont Foot 63             | Francia | 2024-2025 | 34       | 0     |
| Granada CF                   | España  | 2025-     |          |       |